# Aquagener Pruritus
Aquagener Pruritus ist eine seltene Hautkrankheit ohne klinische Auffälligkeiten, die sich in zeitlich bis zu 40 Minuten andauerndem, flächig auftretendem stechenden Juckreiz variierender Stärke unmittelbar oder in engem zeitlichen Zusammenhang mit der Befeuchtung betroffener Hautstellen durch Wasser manifestiert. Betroffene berichten vom Auftreten des aquagenen Pruritus vorwiegend nach dem Duschen oder Vollbädern. Genannt wird jedoch auch Körperschweiß als Auslöser.
Diagnostisch und therapeutisch abzugrenzen ist idiopathischer aquagener Pruritus von:
- Aquagener Pruritus älterer Menschen (APE=Aquagenic pruritus of the elderly)[1]
- Aquagene Urtikaria

## Wortbedeutung
Die Bezeichnung der Erkrankung wird aus dem Lateinischen abgeleitet: Aquagen = durch Wasser ausgelöst, und Pruritus = Juckreiz.

## Ursache
Die Ätiologie des aquagenen Pruritus ist nicht bekannt. Die Symptomatik kann als Folge einer Polycythaemia vera auftreten.

## Behandlung
Akut/Kurativ:
- Lokal durch Auftragen einer Capsaicin[3] -Creme auf den betroffenen Stellen

Vorbeugend/Präventiv:
- Als Folge der Ausschüttung von Histamin kann Pruritus durch H1- und H2-Blocker wie etwa Claritin (Loratadin) oder Cimetidin behandelt werden.
- PUVA-Bad-Photochemotherapie[4]